# Quelques hommes de bonne volonté
Quelques hommes de bonne volonté est une mini-série française en six épisodes de 52 minutes réalisée par François Villiers d'après l'œuvre Les Hommes de bonne volonté de Jules Romains adaptée par Marcel Jullian, et diffusée du 18 février au 25 mars 1983 sur TF1.
Au Québec, elle a été diffusée à partir du 21 juin 1985 à la Télévision de Radio-Canada.

## Distribution
- Jean-Claude Dauphin : Pierre Jallez
- Jean Barney : Jean Jerphanion
- Yves Rénier : Sammecaud
- Jean-Pierre Aumont : Sampeyre
- Béatrice Agenin : Marie de Champçenais
- François Perrot : Gurau
- Maurice Vaudaux : Clanricard
- Michel Ruhl : M. de Champcenais
- Hélène Arié : Germaine Bader
- André Cellier : Jean Jaurès
- Étienne Chicot : Laulerque
- Denis Manuel : Avoyer
- Jean-Claude Brialy : Quinette
- Françoise Dorner : Mathilde
- Sylvain Rougerie : Leheudry
- Eleonora Brigliadori : Juliette
- Marie-José Gosselin : Jeanne
- Daniel Ceccaldi : Haverkamp
- Nicole Jamet : Odette
- Catherine Allégret : Mme Ganticoeur
- Frédéric Andréi : Wazemmes
- Benoît Allemane
- Catherine Belkhodja
- Pierre Belot
- Damien Boisseau : Louis Bastide
- Jacques Bral
- Carole Brenner
- Bernard Brieux
- Bernard Charlan
- Jean-Jacques Charrière
- Philippe Laudenbach
- Patricia Lesieur
- Jean Reno
- Pascale Roberts
- Danielle Rocca
- William Sabatier
- Bernard Gabay

## Épisodes
1. Nous sommes tellement seuls
2. Le Crime de Quinette
3. Vers l'abîme : 1er juillet 1912
4. La Douceur de la vie, 14 juillet 1919
5. Les Travaux et les joies
6. À la rencontre du matin